# Albert Schmierer
Gottfried Christian Albert Schmierer, Rufname Albert Schmierer, (* 28. November 1899 in Esslingen am Neckar; † 14. Juli 1974 in Freudenstadt) war ein deutscher Apotheker und Pharmazierat. Von 1933 bis 1945 war er „Reichsapothekerführer“.

## Leben
Albert Schmierer, Sohn eines Lehrers, bestand 1917 in Tübingen sein Abitur und nahm anschließend als Kriegsfreiwilliger am Ersten Weltkrieg teil. Nach dem Kriegsende war er zunächst Mitglied in einem Freikorps. Seine pharmazeutische Lehre begann er 1919 in Schwaigern, legte 1920 in Stuttgart sein Vorexamen ab, arbeitete knapp ein Jahr in Heilbronn und studierte von 1921 bis 1923 an der Universität Tübingen Pharmazie. Nach dem Staatsexamen 1923 arbeitete er anderthalb Jahre in der Hof-Apotheke in Stuttgart und anschließend drei Semester als Hilfsassistent bei Richard Harder am Botanischen Institut der TH Stuttgart.
Im Jahr 1926 ging Schmierer nach Heldburg und blieb dort als Apotheker fünf Jahre lang. Bereits 1929 wurde er Mitglied der NSDAP und der SA, kaufte 1930 die Löwen-Apotheke in Freudenstadt und erhielt 1933 seine Ernennung zum Kommissar für den Gau Baden und Württemberg sowie zum Kommissar des Württembergischen Apotheker-Wesens.
Nach der Gründung der "Standesgemeinschaft Deutscher Apotheker" im April 1933 wurde Schmierer zunächst Stellvertreter des Standesleiters Karl Heber und übernahm im September die Geschäfte der Standesleitung als Standesführer (ab 1935 „Reichsapothekerführer“). Seine Apotheke wurde 1938 zum NS-Musterbetrieb ernannt, 1940 beförderte man ihn zum Oberstabs-Apotheker und 1942 zum SA-Gruppenführer. 
Schmierer war ein überzeugter Nationalsozialist. Er gehörte zu den Ehrenmitgliedern der Deutschen Gesellschaft für Geschichte der Pharmazie. Während seiner Tätigkeit als Reichsapothekerführer hat er eine Vielzahl von Neuerungen und Veränderungen in die Deutsche Pharmazie eingeführt, die zum Teil das Dritte Reich überdauert haben. Bereits März 1933 bereitete er das 1. Pachtgesetz vor, welches 1935 als Reichsgesetz beschlossen wurde. 1936 schuf er das Reichsapotheker-Register und das Institut für Arzneimittelprüfung. Im Jahr 1937 gründete er eine Akademie für pharmazeutische Fortbildung, führte das Landhalbjahr für Pharmaziekandidaten ein und sorgte für die Einführung des gotischen A als Zeichen der Deutschen Apothekerschaft. Ferner wurde von ihm durchgesetzt, dass in den Apotheken die Inventur nur noch alle 3 Jahre zu machen sei. Ebenfalls 1937 begründete er das „Deutsche Apothekenmuseum“ mit Sitz in München, dessen erster Pfleger Fritz Ferchl wurde. Für eine reichseinheitliche Festlegung des Tätigkeitsgebietes der Apotheken-Helferin setzte sich Schmierer 1940 ein.
Auf seine Initiative ging die seit dem 1. Januar 1937 geltende, reichseinheitliche Kennzeichnung von Apotheken mit dem roten gotischen „A“ und der Man-Rune zurück. 1951 wurde die mittlerweile von vielen Apothekern übermalte Rune mit dem Symbol der Handelsgesellschaft Deutscher Apotheker (Hageda), einem Kelch mit einer Schlange ersetzt.
Zum Kriegsschluss diente Schmierer als Major an der Ostfront. Er geriet im Mai 1945 in amerikanische Gefangenschaft, aus der man ihn 1947 entließ. Danach war Schmierer als Apotheker in Rattingen und Ruhrort tätig, wurde dann von einem Militärgericht zu 18 Monaten Zuchthaus verurteilt, aber schon im Oktober 1948 aus der Haft entlassen. Schmierer war darauf als Apotheker in Lennep tätig. Nach seiner Entnazifizierung arbeitete er ab 1950 wieder in seiner Apotheke in Freudenstadt.

## Veröffentlichungen
- Nationalsozialismus. In: Deutsche Apotheker-Zeitung 48 (1933), S. 1181.
- Staat und Stand. In: Deutsche Apotheker-Zeitung 49 (1934), S. 698 f.
- An den Pranger. In: Deutsche Apotheker-Zeitung 50 (1935), S. 1002.
- Rezeptur und Fertigfabrikate. In: Deutsche Apotheker-Zeitung 54 (1939), S. 144 f.